# Andropogon crassus
Andropogon crassus är en gräsart som beskrevs av Sohns. Andropogon crassus ingår i släktet Andropogon och familjen gräs.
Artens utbredningsområde är Venezuela. Inga underarter finns listade i Catalogue of Life.